# Schuhpalast Pinkus
Schuhpalast Pinkus ist eine deutsche Stummfilmkomödie in drei Akten von Ernst Lubitsch aus dem Jahr 1916.

## Inhalt

### Erster Akt
Sally Pinkus ist ein fauler Schüler. Er weigert sich, früh aufzustehen („Ich komme schon früh genug zu spät“) und interessiert sich in der Schule wenig für das Lernen und dafür umso mehr für seine Mitschülerinnen. Er gibt gerne den Klassenclown. Zu Hause behauptet er vor seinem Vater, für die Abschlussprüfung zu lernen, raucht aber in Wirklichkeit heimlich Zigaretten. Er betrügt bei der Prüfung und wird wegen ungebührlichen Verhaltens der Schule verwiesen. Zu Hause beichtet er sein Vergehen und flieht vor dem aufgebrachten Vater.

### Zweiter Akt
Sally versucht wegen seines schlechten Schulzeugnisses zunächst vergeblich, eine Anstellung zu finden. Zufällig sieht er in Berlin in einem kleinen Schuhmacherladen ein schönes junges Mädchen arbeiten. Da ihr Vater einen Lehrling sucht und keinen Wert auf Sallys Zeugnis legt, wird er als Lehrling eingestellt und muss so unter anderem den Boden nass wischen. Vor seinen Eltern prahlt er damit, nun eine glänzende Stellung zu haben und die sind stolz auf ihren Sohn. Schnell zeigt Sally jedoch während der Arbeit sein altes Ich: Er ist faul, spielt Streiche – unter anderem verstellt er den Kalender um einen Tag, damit das Wochenende früher beginnt – und weigert sich, bestimmte Kunden zu bedienen. Als er ein Verhältnis mit der Tochter des Chefs beginnt, wird er entlassen.
Über eine Anzeige wird Sally vom Geschäftsmann Meiersohn eingestellt, der einen großen Schuhladen führt. Er ist neben den vielen Verkäuferinnen nun der Hahn im Korb und genießt dies. Als er einer Kundin bei der Schuhanprobe den Fuß kitzelt und die empört den Laden verlässt, soll Sally schon wieder entlassen werden. Meiersohn ändert jedoch seine Meinung, als es Sally gelingt, der Tänzerin Melitta Hervé ein teures Paar Schuhe zu verkaufen. Er bringt ihr die Schuhe selbst nach Hause und trickst dabei Meiersohn aus, der dies heimlich selbst machen wollte. Während Meiersohns Paket, heimlich von Sally gepackt, ein altes Paar Herrenschuhe enthält, bringt Sally der Tänzerin die richtigen und flirtet beim anschließenden gemeinsamen Tee mit ihr. Sie leiht ihm 30.000 Mark, damit er ein eigenes Schuhgeschäft eröffnen kann, und Sally verkündet Meiersohn mit Zigarre im Mund großspurig, dass er kündigen werde.

### Dritter Akt
Sally ist nun der Chef des „Schuhpalastes Pinkus“. Er hat über ein Dutzend Angestellte, die von Melitta bezahlt werden, aber keine Kunden. Er geht zu aggressiver Werbung über: Nachdem Melitta mit einem Tanz im Theater aufgetreten ist, ruft er von der Proszeniumsloge aus, dass die Schuhe, die sie trägt, im Schuhpalast Pinkus erhältlich sind. Zudem kündigt er für den nächsten Tag eine Schuhpräsentation in seinem Laden an und verteilt Handzettel.
Die Show wird ein voller Erfolg und die Zeitungen reißen sich um Sally. Der kann nun das geliehene Geld am Melitta zurückzahlen, macht ihr jedoch stattdessen einen Heiratsantrag, da so das Geld in der Familie bleibe. Melitta nimmt den Antrag an und beide fallen einander in die Arme.

## Produktion
Im Film gezeigte Schuhe stellte die Berliner Firma Emil Jacobi zur Verfügung, der im Vorspann gedankt wird. Von der Zensur wurde Schuhpalast Pinkus mit einem Jugendverbot belegt. Die Uraufführung des Films fand am 9. Juni 1916 im U.T. Kurfürstendamm in Berlin statt.

## Kritik
Die zeitgenössische Kritik sah in Schuhpalast Pinkus „einen wirklich lustigen Film[, der] von Anfang bis Ende voll Humor [ist] und eine Fülle von Szenen [enthält], über die man vorbehaltlos lachen kann“.
Schuhpalast Pinkus wurde 1926 in einer Reihe von zeitigen Filmen Ernst Lubitschs ab 1916 gezeigt. Die Kritik am Film fiel negativ aus:

„[Dieser] Film galt damals als eine hervorragende Leistung; man versteht das heute überhaupt nicht mehr und fragt sich zweifelnd, wie wohl dann die anderen Filme dieser Zeit ausgesehen haben müssen, wo doch die Technik vom Schuhpalast unübertrefflich naiv ist. Man verstand nicht auszuleuchten, wußte nicht einmal ein Manuskript richtig anzulegen, wie auch Regie und Darstellung heutigen Ansprüchen nicht mehr genügen würden.“

Für die klischeehafte und typisierte Darstellung jüdischer Charaktere zum Beispiel in der Figur des Sally Pinkus und des Meiersohn wurde dem Film in der Forschung teilweise der Vorwurf des Antisemitismus beziehungsweise „Selbsthasses“ gemacht.